# دايفيد مارتينيز
دايفيد مارتينيز (بالإسبانية: David Martínez)‏ هو سائق سباق مكسيكي، ولد في 8 ديسمبر 1981 في مونتيري في المكسيك.

## روابط خارجية
- دايفيد مارتينيز على موقع DriverDB.com (الإنجليزية)